# Grobbendonk
Grobbendonk és un municipi belga de la província d'Anvers a la regió de Flandes. Està compost per les seccions de Grobbendonk i Bouwel. Limita al nord-oest amb Zandhoven, al nord-est amb Vorselaar, a l'est amb Herentals, al sud-oest amb Nijlen i al sud amb Herenthout.

## Evolució de la població

### Seglexix
| Any      | 1806 | 1816 | 1830 | 1846  | 1856  | 1866  | 1876  | 1880  | 1890  |
| -------- | ---- | ---- | ---- | ----- | ----- | ----- | ----- | ----- | ----- |
| Població | 804  | 859  | 951  | 1.211 | 1.313 | 1.301 | 1.344 | 1.420 | 1.608 |
|          |      |      |      |       |       |       |       |       |       |

### Segle XX (fins a 1976)
| Any      | 1900  | 1910  | 1920  | 1930  | 1947  | 1961  | 1970  | 1976  |  |
| -------- | ----- | ----- | ----- | ----- | ----- | ----- | ----- | ----- |  |
| Població | 1.661 | 1.910 | 2.444 | 3.184 | 4.108 | 4.745 | 5.447 | 5.862 |  |
|          |       |       |       |       |       |       |       |       |  |

### 1977 ençà
| Any       | 1977  | 1980  | 1985  | 1990  | 1995   | 2000   | 2005   |
| --------- | ----- | ----- | ----- | ----- | ------ | ------ | ------ |
| Població  | 8.334 | 8.587 | 8.968 | 9.563 | 10.213 | 10.449 | 10.706 |
| Font: NIS |       |       |       |       |        |        |        |

## Personatges il·lustres
- Rik van Looy, ciclista.
- Hubert Lampo, escriptor flamenc.